# (181627) Philgeluck
(181627) Philgeluck est un astéroïde de la ceinture principale.

## Description
(181627) Philgeluck est un astéroïde de la ceinture principale. Il fut découvert le 8 décembre 2006 par l'astronome amateur Jean-Claude Merlin. Il présente une orbite caractérisée par un demi-grand axe de 2,364 472 5 UA, une excentricité de 0,0796110 et une inclinaison de 2,04762° par rapport à l'écliptique.
Il fut nommé en l'honneur du comédien, humoriste et dessinateur de bandes-dessinées, Philippe Geluck (né en 1954), de nationalité belge, qui étudia à l'Institut National Supérieur des Arts du Spectacle à Bruxelles. Il est connu internationalement pour la création du personnage « Le Chat », en 1983.

## Compléments